# Pressac
Pressac (okzitanisch: Preissac) ist eine westfranzösische Gemeinde mit 551 Einwohnern (Stand: 1. Januar 2022) im Département Vienne in der Region Nouvelle-Aquitaine. Die Gemeinde gehört zum Arrondissement Montmorillon und zum Kanton Civray (bis 2015: Kanton Availles-Limouzine). Die Einwohner werden Pressacois genannt.

## Lage
Pressac liegt etwa 54 Kilometer südsüdöstlich von Poitiers in einer Höhe von etwa 162 Metern ü. d. M am Clain. Umgeben wird Pressac von den Nachbargemeinden Saint-Martin-l’Ars im Norden, Availles-Limouzine im Osten, Lessac im Südosten, Hiesse im Süden, Épenède im Südwesten, Pleuville im Westen sowie Mauprévoir im Nordwesten.
Durch die Gemeinde führt die frühere Route nationale 741.

## Bevölkerungsentwicklung
| Jahr                      | 1962 | 1968 | 1975 | 1982 | 1990 | 1999 | 2006 | 2013 |
| Einwohner                 | 792  | 737  | 721  | 687  | 628  | 576  | 531  | 617  |
| Quelle: Cassini und INSEE |      |      |      |      |      |      |      |      |

## Sehenswürdigkeiten
- Kirche St-Just, erbaut im 12. Jahrhundert (siehe auch: Liste der Monuments historiques in Pressac)
- Alte Brücke über den Clain, erbaut im Mittelalter

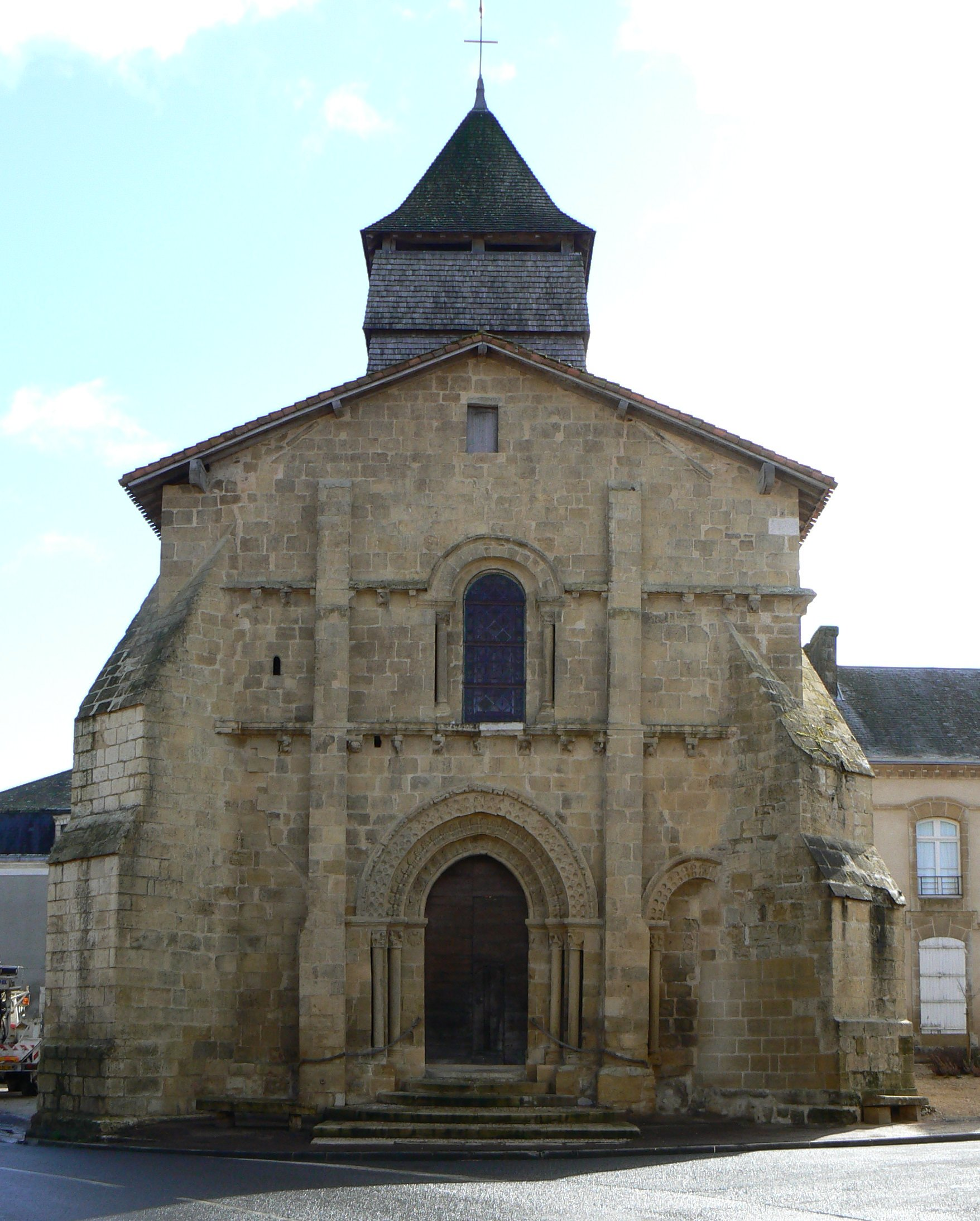
Kirche St-Just
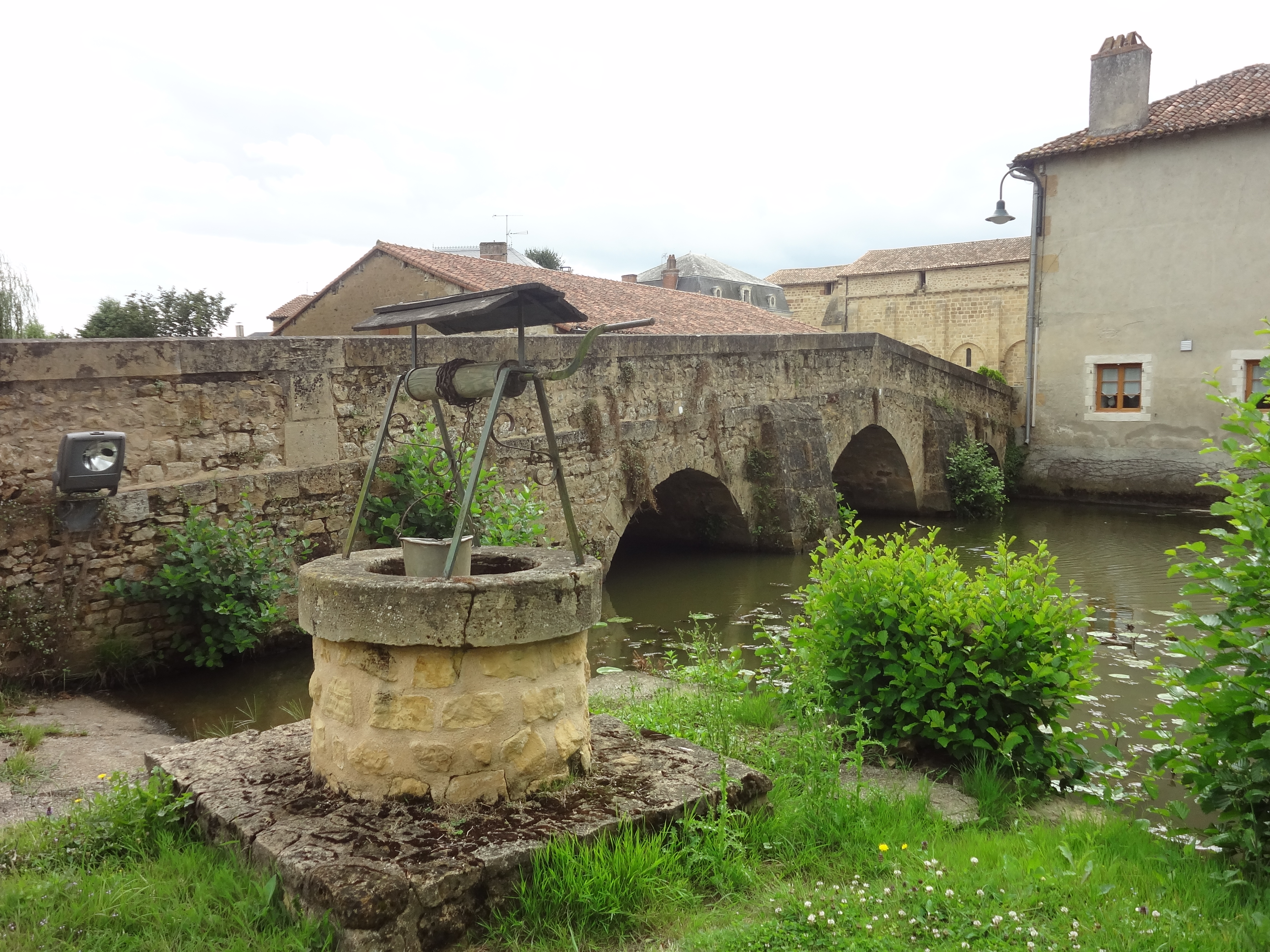
Alte Brücke